# Tôma Điền Canh Tân
Tôma Điền Canh Tân S.V.D. (1890 - 1967; tiếng Trung:田耕莘, tiếng Anh:Thomas Tien-ken-sin) là một Hồng y Tiên khởi người Trung Quốc của Giáo hội Công giáo Rôma. Ông từng đảm nhận vị trí Tổng giám mục chính tòa Tổng giáo phận Bắc Kinh từ năm 1946 đến khi qua đời vào năm 1967.

## Tiểu sử

Huy hiệu ĐHY. Tôma Điền Canh Tân

Hồng y Điền Canh Tân sinh ngày 24 tháng 10 năm 1890 tại Trung Quốc. Trải qua khoảng thời gian dài tu học, ngày 9 tháng 6 năm 1918, Phó tế Tôma Điền được phong chức linh mục. Ngày 8 tháng 3 năm 1929, ông gia nhập và trở thành linh mục dòng Society of the Divine Word. Ngày 23 tháng 2 năm 1934, linh mục Tôma Điền Canh Tân trở thành linh mục đại diện Vùng truyền giáo Dương Cốc. Tòa Thánh nâng cấp Vùng truyền giáo Dương Cốc thành Hạt Đại diện Tông Tòa, đồng thời chọn Phủ doãn Tông Tòa Điền làm Đại diện Tông Tòa Dương Cốc ngày 11 tháng 7 năm 1939. Lễ tấn phong cho Tân giám mục được cử hành sau đó vào ngày 29 tháng 10 năm 1939 với chủ phong là Giáo hoàng Piô XII, phụ phong là Tổng giám mục Celso Benigno Luigi Costantini và Tổng giám mục Henri Streicher. Ngày 10 tháng 11 năm 1942, Tòa Thánh thuyên chuyển Giám mục Điền làm Đại diện Tông Tòa Hạt Phủ doãn Tông Tòa Thanh Đảo. Tân giám mục Tôma chọn khẩu hiệu cho mình là:Tuum regnum adveniat / 爾國臨格.
Ngày 18 tháng 2 năm 1946, giáo hoàng Piô vinh thăng Giám mục Điền làm Hồng y, ông trở thành Hồng y Tiển khởi người Trung Quốc. Ông là hồng y đẳng linh mục nhà thờ Santa Maria in Via. Sau khi được thăng Hồng y, Tòa Thánh quyết định thuyên chuyển ông làm Tổng giám mục Tiên khởi của Thủ đô Trung Quốc, Tổng giáo phận Bắc Kinh. Từ ngày 20 tháng 12 năm 1959 đến ngày 15 tháng 2 năm 1966, ông còn kiêm nhiệm thêm nhiệm vụ Giám quản Tông Tòa Tổng giáo phận Đài Bắc (nay thuộc Đài Loan).
Hồng y Điền qua đời ngày 24 tháng 7 năm 1967, thọ 77 tuổi.